# Münzkirchen
Münzkirchen là một đô thị thuộc huyện Schärding thuộc bang Oberösterreich, Áo. Đô thị Münzkirchen có diện tích 21 km², dân số thời điểm năm 2006 là 2545 người.